# Wrexen
Wrexen ist ein Ortsteil der Stadt Diemelstadt im nordhessischen Landkreis Waldeck-Frankenberg.

## Geografische Lage
Die Diemel am nördlichen Ortsrand bildet die Landesgrenze zwischen Nordrhein-Westfalen und Hessen. Direkt an die Bahnlinie grenzt der Naturpark Teutoburger Wald/Eggegebirge. Bei Wrexen mündet die Orpe in die Diemel. Im Bereich der Gemarkung von Wrexen sind folgende heutige und frühere Siedlungsbereiche bekannt:
- Bornighausen
- Drahthammer
- Knottenmühle
- Kupfermühle
- Mißgunstmühle
- Papiermühle
- Ramsen
- Raststätte am Biggenkopf
- Scheuermannsmühle
- Trotzmühle

## Geschichte
Die älteste bekannte schriftliche Erwähnung von Wrexen erfolgte unter dem Namen Werekesen im Jahr 1141 in einer von Erzbischof Markolf von Mainz unterzeichneten Urkunde. Der Ortsname soll von „Vraic“, der Bezeichnung für ein Sauergras, abstammen. Im Mittelalter gab es in Wrexen Mühlen, Eisen- und Kupferhämmer. Daraus wurden später Sägewerke, Papier- und Pappenfabriken. Hinzu kamen Sandsteinbrüche am Steinberg.

### Gebietsreform
Zum 1. November 1970 fusionierten im Zuge der Gebietsreform in Hessen die Stadt Rhoden und die Gemeinde Wrexen auf freiwilliger Basis zur neuen Stadt Diemelstadt. Verwaltungssitz wurde der Stadtteil Rhoden.
Für Wrexen, wie für alle durch die Gebietsreform nach Diemelstadt eingegliederten Gemeinden, wurde ein Ortsbezirk mit Ortsbeirat und Ortsvorsteher nach der Hessischen Gemeindeordnung eingerichtet.

### Staats- und Verwaltungsgeschichte im Überblick
Die folgende Liste zeigt die Staaten und Verwaltungseinheiten, denen Wrexen angehörte:
- vor 1712: Heiliges Römisches Reich, Grafschaft Waldeck, Amt Rhoden
- ab 1712: Heiliges Römisches Reich, Fürstentum Waldeck, Amt Rhoden
- ab 1807: Fürstentum Waldeck, Amt Rhoden
- ab 1815: Fürstentum Waldeck, Oberamt der Diemel (Sitz in Arolsen)
- ab 1816: Fürstentum Waldeck, Oberjustizamt der Diemel (Sitz in Rhoden)
- ab 1850: Fürstentum Waldeck-Pyrmont (seit 1849), Kreis der Twiste[Anm. 1]
- ab 1867: Fürstentum Waldeck-Pyrmont (Akzessionsvertrag mit Preußen), Kreis der Twiste
- ab 1871: Deutsches Reich, Fürstentum Waldeck-Pyrmont, Kreis der Twiste
- ab 1919: Deutsches Reich, Freistaat Waldeck-Pyrmont, Kreis der Twiste
- ab 1929: Deutsches Reich, Freistaat Preußen, Provinz Hessen-Nassau, Regierungsbezirk Kassel, Kreis der Twiste
- ab 1942: Deutsches Reich, Freistaat Preußen, Provinz Hessen-Nassau, Regierungsbezirk Kassel, Landkreis Waldeck
- ab 1944: Deutsches Reich, Freistaat Preußen, Provinz Kurhessen, Regierungsbezirk Kassel, Landkreis Waldeck
- ab 1945: Deutsches Reich, Amerikanische Besatzungszone, Groß-Hessen, Regierungsbezirk Kassel, Landkreis Waldeck
- ab 1946: Deutsches Reich, Amerikanische Besatzungszone, Hessen, Regierungsbezirk Kassel, Landkreis Waldeck
- ab 1949: Bundesrepublik Deutschland, Hessen, Regierungsbezirk Kassel, Landkreis Waldeck
- ab 1974: Bundesrepublik Deutschland, Hessen, Regierungsbezirk Kassel, Landkreis Waldeck-Frankenberg

### Bevölkerung

#### Einwohnerstruktur 2011
Nach den Erhebungen des Zensus 2011 lebten am Stichtag dem 9. Mai 2011 in Wrexen 1626 Einwohner. Darunter waren 126 (7,7 %) Ausländer. Nach dem Lebensalter waren 264 Einwohner unter 18 Jahren, 693 waren zwischen 18 und 49, 315 zwischen 50 und 64 und 351 Einwohner waren älter. Die Einwohner lebten in 690 Haushalten. Davon waren 210 Singlehaushalte, 186 Paare ohne Kinder und 222 Paare mit Kindern, sowie 63 Alleinerziehende und 12 Wohngemeinschaften. In 150 Haushalten lebten ausschließlich Senioren/-innen und in 426 Haushaltungen leben keine Senioren/-innen.

#### Einwohnerentwicklung
Quelle: Historisches Ortslexikon
- 1541: 27 Häuser
- 1620: 38 Häuser
- 1650: 32 Häuser
- 1738: 62 Häuser
- 1770: 111 Häuser, 672 Einwohner

| Wrexen: Einwohnerzahlen von 1770 bis 2020 | Wrexen: Einwohnerzahlen von 1770 bis 2020 | Wrexen: Einwohnerzahlen von 1770 bis 2020 | Wrexen: Einwohnerzahlen von 1770 bis 2020 | Wrexen: Einwohnerzahlen von 1770 bis 2020 |
| --- | ----------------------------------------- | ----------------------------------------- | ----------------------------------------- | ----------------------------------------- |
| Jahr |                                           |                                           |                                           | Einwohner                                 |
| 1770 | 1770                                      |                                           | 672                                       | 672                                       |
| 1800 | 1800                                      |                                           | ?                                         | ?                                         |
| 1834 | 1834                                      |                                           | 959                                       | 959                                       |
| 1840 | 1840                                      |                                           | 982                                       | 982                                       |
| 1846 | 1846                                      |                                           | 1.012                                     | 1.012                                     |
| 1852 | 1852                                      |                                           | 1.101                                     | 1.101                                     |
| 1858 | 1858                                      |                                           | 806                                       | 806                                       |
| 1864 | 1864                                      |                                           | 897                                       | 897                                       |
| 1871 | 1871                                      |                                           | 1.015                                     | 1.015                                     |
| 1875 | 1875                                      |                                           | 900                                       | 900                                       |
| 1885 | 1885                                      |                                           | 946                                       | 946                                       |
| 1895 | 1895                                      |                                           | 928                                       | 928                                       |
| 1905 | 1905                                      |                                           | 867                                       | 867                                       |
| 1910 | 1910                                      |                                           | 905                                       | 905                                       |
| 1925 | 1925                                      |                                           | 861                                       | 861                                       |
| 1939 | 1939                                      |                                           | 881                                       | 881                                       |
| 1946 | 1946                                      |                                           | 1.337                                     | 1.337                                     |
| 1950 | 1950                                      |                                           | 1.348                                     | 1.348                                     |
| 1956 | 1956                                      |                                           | 1.228                                     | 1.228                                     |
| 1961 | 1961                                      |                                           | 1.326                                     | 1.326                                     |
| 1967 | 1967                                      |                                           | 1.527                                     | 1.527                                     |
| 1980 | 1980                                      |                                           | ?                                         | ?                                         |
| 1990 | 1990                                      |                                           | ?                                         | ?                                         |
| 2000 | 2000                                      |                                           | ?                                         | ?                                         |
| 2011 | 2011                                      |                                           | 1.626                                     | 1.626                                     |
| 2020 | 2020                                      |                                           | 1.527                                     | 1.527                                     |
| Datenquelle: Historisches Gemeindeverzeichnis für Hessen: Die Bevölkerung der Gemeinden 1834 bis 1967. Wiesbaden: Hessisches Statistisches Landesamt, 1968. Weitere Quellen: LAGIS; Zensus 2011 |                                           |                                           |                                           |                                           |

#### Historische Religionszugehörigkeit
| • 1885: | 883 evangelische (= 95,15 %), 28 katholische (= 3,09 %), 17 jüdische (= 1,38 %) Einwohner |
| • 1961: | 1071 evangelische (= 80,70 %), 224 katholische (= 16,89 %) Einwohner                      |

### Die Heinrichsflut
Bei der Heinrichsflut überschwemmte die Diemel am 16. und 17. Juli 1965 unter anderem Wrexen. Nachdem in Rhoden binnen kürzester Zeit 156 mm Niederschlag gefallen waren und sofort zum Abfluss in den zur Diemel hin entwässernden Rhodener Bach kamen, stauten sich die Wassermassen vor der im Straßendamm der Bundesstraße 252 befindlichen Brücke. Da sie nicht für ein derartiges Hochwasser ausgelegt war, wurde der Damm überflutet. Die viel zu steile Außenböschung gab nach, der Damm brach auf 80 m Länge. Als Folge des Dammbruchs ergossen sich die aufgestauten Wassermassen schlagartig auf die unterhalb des Dammes gelegenen Gebiete. Zahlreiche Häuser und Gewerbebetriebe in Wrexen wurden schwer beschädigt, Gebäudetrümmer und landwirtschaftliches Gerät wurden über weite Strecken mitgerissen. Eine Frau kam ums Leben, als ihr Haus in Wrexen von einer Schlammlawine erfasst wurde. Auf ihrem Weg talabwärts erfasste die vier Meter hohe Flutwelle drei Wassermühlen samt der dazugehörenden Gebäude.

## Kirche

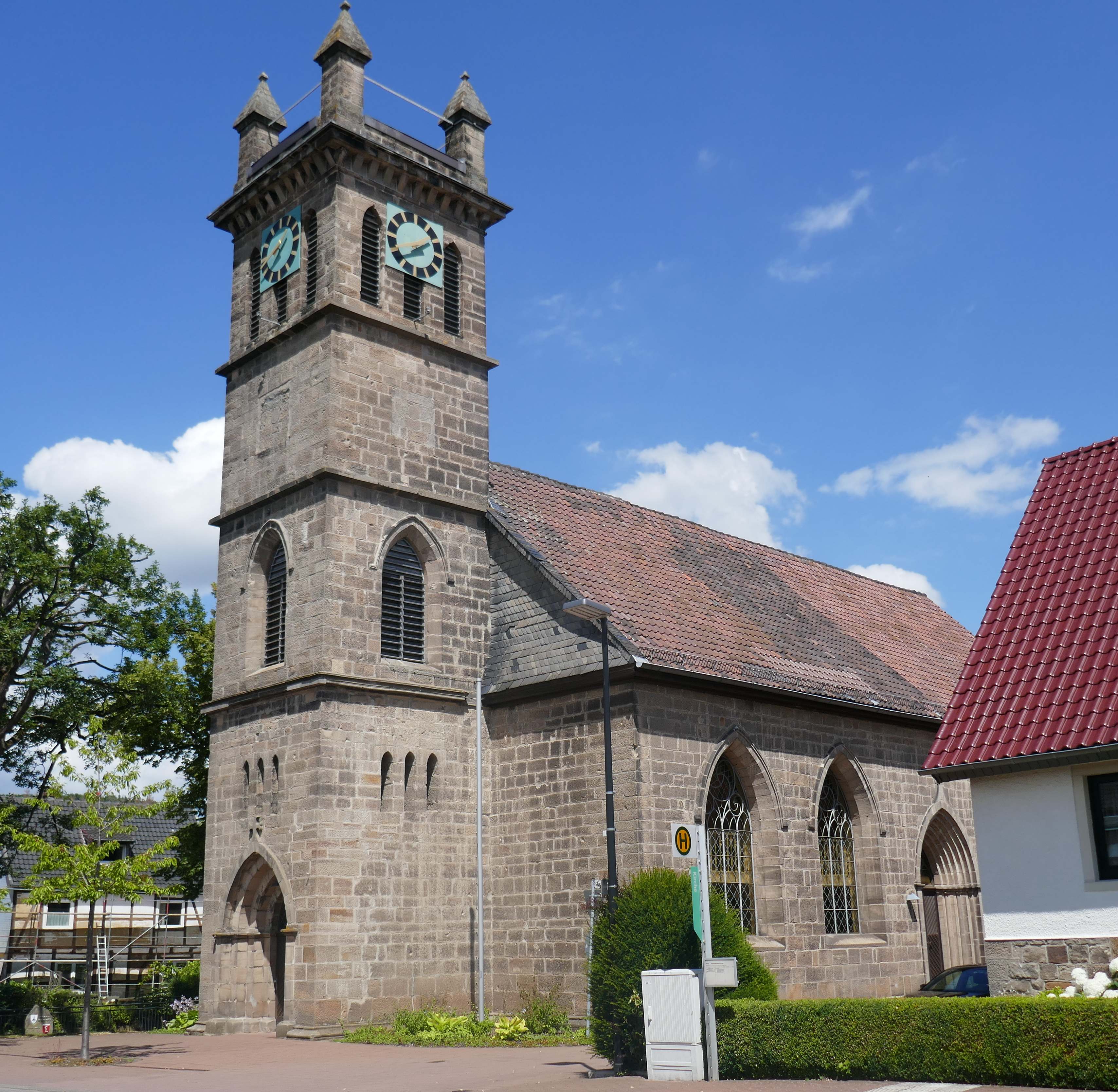
Kirche in Wrexen

Die heutige evangelische Kirche wurde am 10. Oktober 1847 eingeweiht. Sie besteht überwiegend aus Wrexer Sandstein. Sie wurde an gleicher Stelle erbaut, wie die 1841 wegen Baufälligkeit abgerissene. Der Glockenturm ist relativ niedrig, da der Grund, auf dem die Kirche steht, nicht geeignet ist, einen schwereren zu tragen. Der Turm ist in vier Stockwerke unterteilt. Die drei Glocken stammen aus dem Jahr 1890.

## Kultur
- Der Germanist August Raszmann vertrat im 19. Jahrhundert die These, dass es sich bei dem Ort Brictan der Thidrekssaga um Wrexen handele.[11]
- Wrexen ist einer der Schauplätze des Romans Junge Unrast (1983) von Hardy Krüger.

## Wirtschaft und Infrastruktur
Am westlichen Ortsrand verläuft die A 44. Zum Ort führen die Bundesstraßen B 7 und B 252. Am Nordrand des Ortes verläuft die Obere Ruhrtalbahn. Der zum Ort gehörende Bahnhof Wrexen liegt in Nordrhein-Westfalen, wird aber seit 1987 nicht mehr bedient.
Im Ort gibt es eine Kindertagesstätte, eine Grundschule und ein Dorfgemeinschaftshaus.
Wrexen hatte zeitweise eine gewisse touristische Bedeutung: Im Jahr 1971 erhielt der Ort das Prädikat Luftkurort und bis zum Jahr 2011 war der Ort noch ein staatlich anerkannter Erholungsort.

## Persönlichkeiten
- Karl Reins (1868–1919), Landwirt und Abgeordneter in der Verfassungsgebenden Waldeck-Pyrmonter Landsvertretung